# Eurobowl I
Eurobowl I war das Endspiel der ersten Saison der European Football League. Am 16. August 1986 standen sich die Bologna Doves und die TAFT Vantaa gegenüber. Die finnischen TAFT Vantaa konnten das erste Endspiel mit 20 zu 16 gewinnen.

## Spielverlauf
Die ersten Punkte des Spiels erzielte ein Spieler aus Bologna dadurch, dass er den Quarterback in der gegnerischen Endzone für einen eher seltenen Safety gesackt hat. Im zweiten Spielviertel wurden die nächsten Punkte durch einen langen 65-Yard-Touchdown-Pass des US-amerikanischen Quarterbacks Joey Jordan an Bob Collins der TAFT Vantaa erzielt. Die italienischen Vertreter konnte im weiteren Verlauf des Viertels jedoch durch einen 36-Yard-Lauf wieder in Führung gehen, was für die Halbzeit einen Zwischenstand von 9 zu 7 für die Doves ergab. Im dritten Spielviertel konnte TAFT noch einen Touchdown samt Extrapunkt erzielen, im vierten und letzten Viertel machten die Doves noch einen Touchdown. TAFT konnte jedoch in der Mitte desselben Viertels noch einen Touchdown erzielen, wobei die versuchte Two-Point Conversion zum 22 zu 16 fehlschlug. Somit endete das Spiel mit 20 zu 16 für TAFT.

## Scoreboard
| 16. August 1986 Olympiastadion Amsterdam | 16. August 1986 Olympiastadion Amsterdam | 16. August 1986 Olympiastadion Amsterdam | 16. August 1986 Olympiastadion Amsterdam | 16. August 1986 Olympiastadion Amsterdam | 16. August 1986 Olympiastadion Amsterdam | 16. August 1986 Olympiastadion Amsterdam |
| ---------------------------------------- | ---------------------------------------- | ---------------------------------------- | ---------------------------------------- | ---------------------------------------- | ---------------------------------------- | ---------------------------------------- |
| Team                                     | Team                                     | Punkte                                   | Q1                                       | Q2                                       | Q3                                       | Q4                                       |
| TAFT Vantaa                              | TAFT Vantaa                              | 20                                       | 0                                        | 7                                        | 7                                        | 6                                        |
| Bologna Doves                            | Bologna Doves                            | 16                                       | 2                                        | 7                                        | 7                                        | 0                                        |
| Vantaa                                   | Bologna                                  | Spieler                                  | Spielzug                                 | Spielzug                                 | Spielzug                                 | Spielzug                                 |
| 0                                        | 2                                        |                                          | Safety                                   | Safety                                   | Safety                                   | Safety                                   |
| 7                                        | 2                                        | Bob Collins                              | 65-Yard-Pass von Joey Jordan (PAT ?)     | 65-Yard-Pass von Joey Jordan (PAT ?)     | 65-Yard-Pass von Joey Jordan (PAT ?)     | 65-Yard-Pass von Joey Jordan (PAT ?)     |
| 7                                        | 9                                        | Garry Pearson                            | 36-Yard-Lauf (PAT Davide Cuppini)        | 36-Yard-Lauf (PAT Davide Cuppini)        | 36-Yard-Lauf (PAT Davide Cuppini)        | 36-Yard-Lauf (PAT Davide Cuppini)        |
| 14                                       | 9                                        | Harry Tele                               | 14-Yard-Lauf (PAT ?)                     | 14-Yard-Lauf (PAT ?)                     | 14-Yard-Lauf (PAT ?)                     | 14-Yard-Lauf (PAT ?)                     |
| 14                                       | 16                                       | Garry Pearson                            | 7-Yard-Lauf (PAT Davide Cuppini)         | 7-Yard-Lauf (PAT Davide Cuppini)         | 7-Yard-Lauf (PAT Davide Cuppini)         | 7-Yard-Lauf (PAT Davide Cuppini)         |
| 20                                       | 16                                       | Harry Tele                               | 1-Yard-Lauf                              | 1-Yard-Lauf                              | 1-Yard-Lauf                              | 1-Yard-Lauf                              |